# Machinda
Machinda ist eine Stadt im Norden der  Provinz Litoral in Äquatorialguinea. Sie liegt an einer wichtigen West-Ost-Verbindung, etwa 25 km östlich von Bata. 2005 hatte der Ort ca. 2897 Einwohner.

## Geographie
Die Stadt liegt zwischen Oveng und Mican am Ostrand der Küstenebene.

## Klima
Nach dem Köppen-Geiger-System zeichnet sich Machinda durch ein tropisches Klima mit der Kurzbezeichnung Am aus.